# Заповідні тропічні дощові ліси Суматри
Заповідні тропічні дощові ліси Суматри (англ. Tropical Rainforest Heritage of Sumatra) — об'єкт Світової спадщини ЮНЕСКО на острові Суматра (Індонезія).

## Загальний опис
Заповідні тропічні дощові ліси Суматри займають територію площею більше 2,5 млн га і включають територію трьох національних парків: Букіт-Барісан-Селатан (3 568 км²), Керінсі-Себлат (13 753,5 км²) і Гунунг-Лесер (8 629,75 км²). Об'єкт світової спадщини має значний потенціал для довгострокового збереження самобутньої і різноманітної біоти Суматри, в тому числі багатьох видів, що знаходяться під загрозою. На території, що охороняється виростає 10000 видів рослин, в тому числі 17 ендемічних родів; тут мешкає понад 200 видів ссавців і приблизно 580 видів птахів, з яких 465 живуть тут постійно, а 21 є ендеміками. 22 види азійських ссавців, які мешкають на цій території, більше ніде на островах архіпелагу не знайдені. У числі ендеміків — суматранський орангутан.

## Галерея

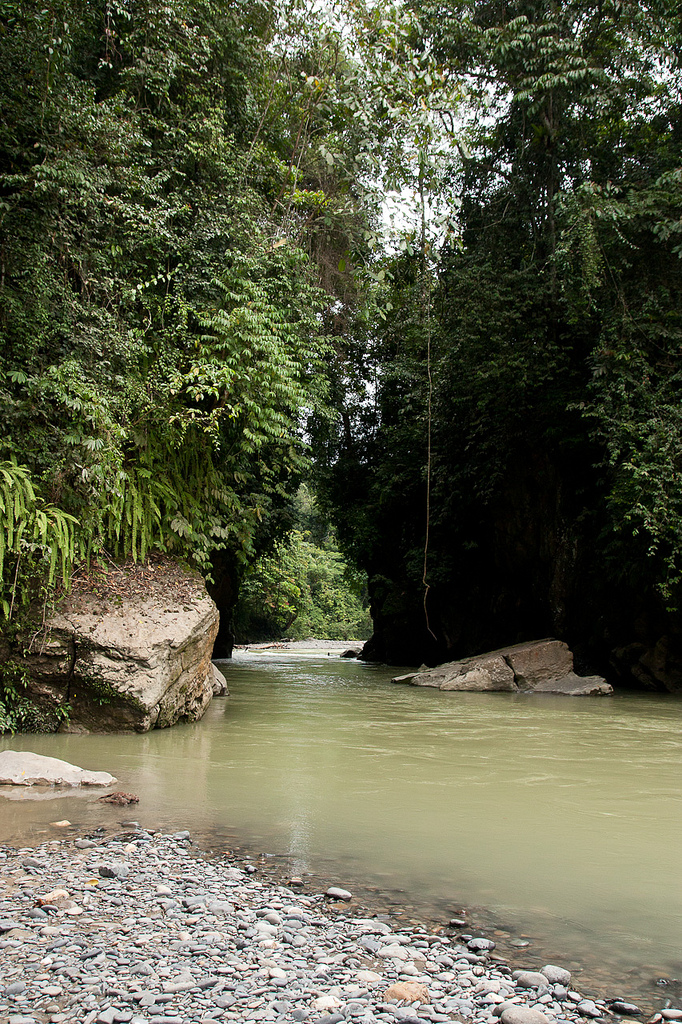
Річка Батанг
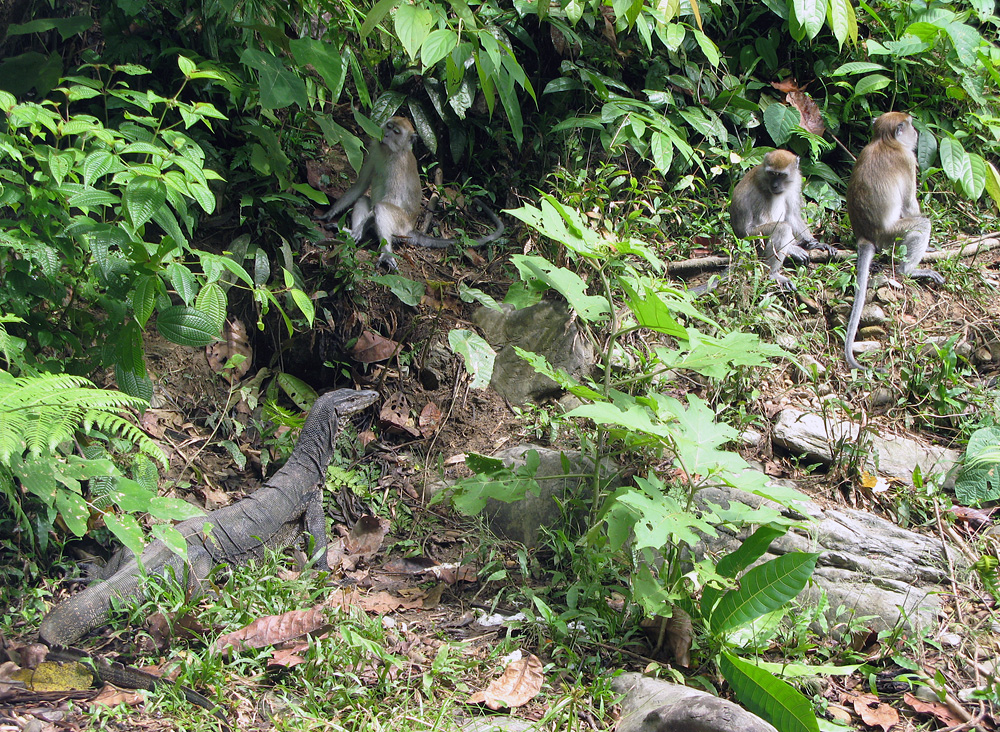
Життя у джунглях
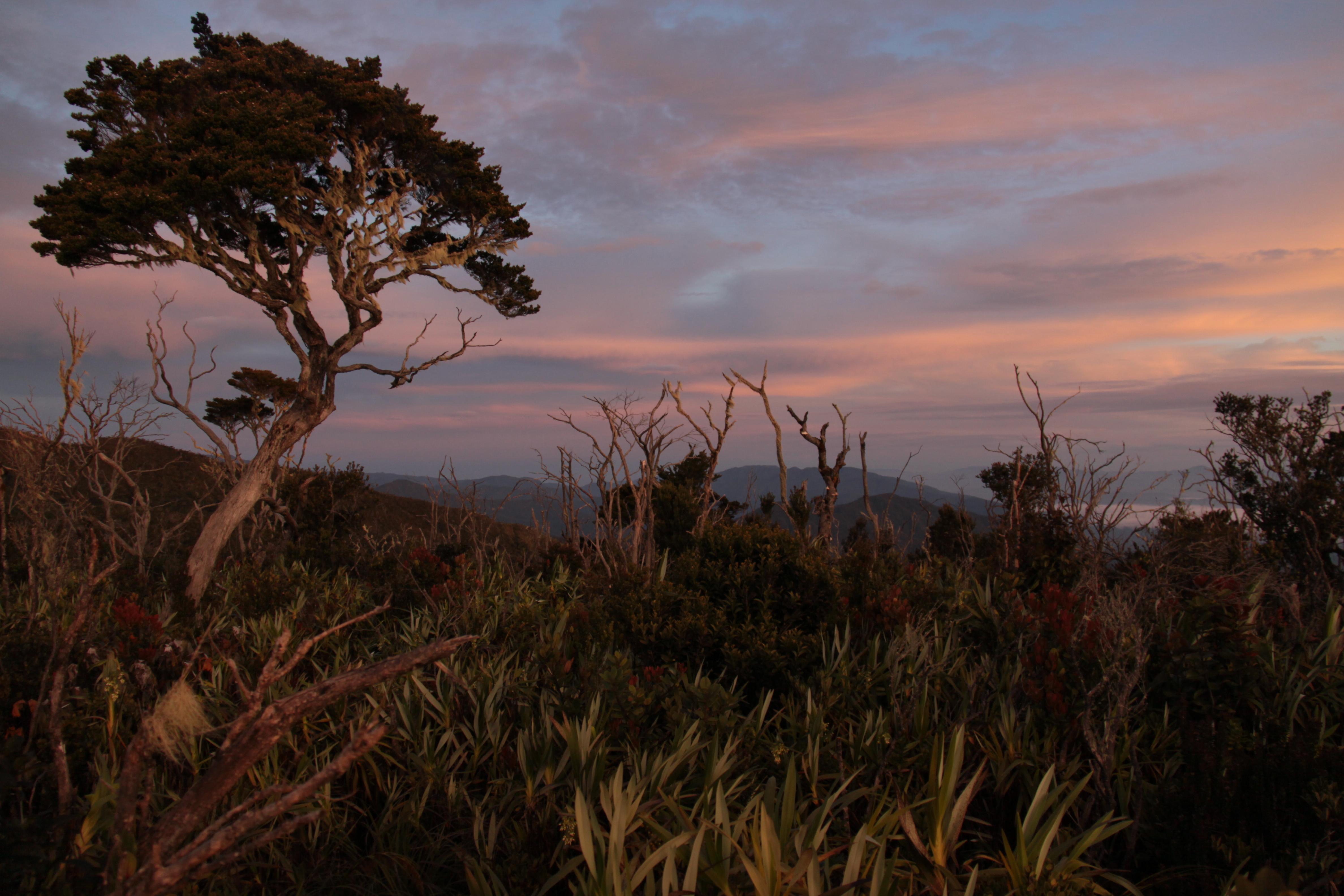
Схід сонця
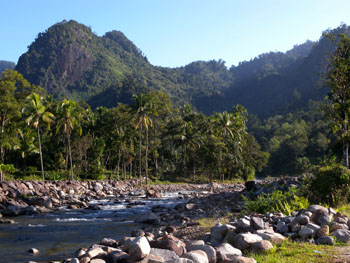
Річка в національному парку Керінсі-Себлат
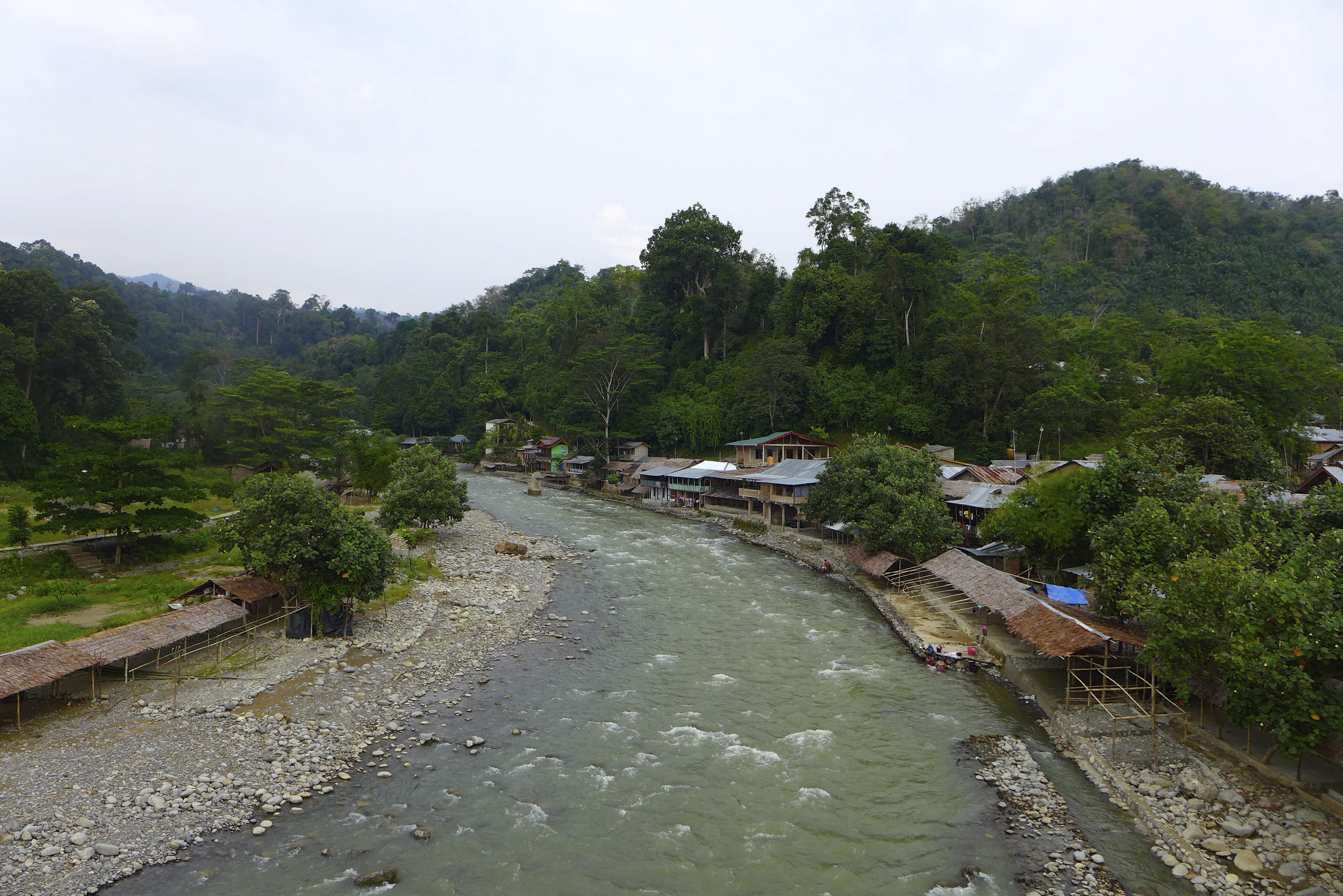
Туристичний табір на березі річки Бахорок
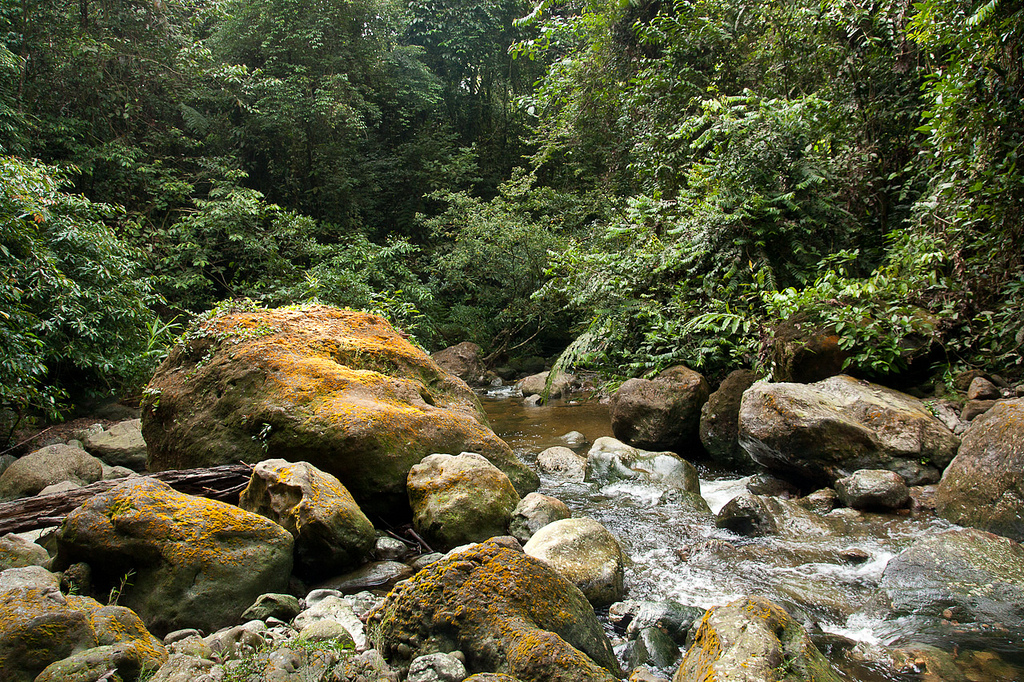
Річка в національному парку Гунунг-Лесер